# Aspidiotus
Aspidiotus és un gènere d'insectes hemípters de la família Diaspididae. En ell s'inclouen diverses espècies de cotxinilla, que poden arribar a ser una plaga en diferents cultius agrícoles.
Encara que vulgarment a alguns se'ls denomini com a polls, no tenen res a veure amb els polls de l'ordre Phthiraptera que es desenvolupen com a paràsits sobre diverses espècies d'animals, inclòs l'home.
Algunes espècies són: 
- Aspidiotus cryptomeriae
- Aspidiotus destructor
- Aspidiotus nerii